# Kodumudi
Kodumudi är en ort i Indien.   Den ligger i distriktet Erode och delstaten Tamil Nadu, i den södra delen av landet, 2 000 km söder om huvudstaden New Delhi. Kodumudi ligger 135 meter över havet och antalet invånare är 13 053.
Terrängen runt Kodumudi är platt. Runt Kodumudi är det tätbefolkat, med 550 invånare per kvadratkilometer. Närmaste större samhälle är Velur, 13,2 km öster om Kodumudi. Omgivningarna runt Kodumudi är en mosaik av jordbruksmark och naturlig växtlighet.